# Koszovói Polgári Légiközlekedési Hatóság
A Koszovói Polgári Légiközlekedési Hatóság (angolul: Civil Aviation Authority of Kosovo, albánul: Autoriteti i Aviacionit Civil; szerbül: Autoritet Civilnog Vazduhoplovstva) a 03 / L-051 polgári légiközlekedési törvény alapján jött létre mint független polgárirepülés-szabályozó ügynökség. A hatóság felelős a polgári repülésbiztonság szabályozásáért és a repülőterek és légiirányítás-szolgáltatók gazdasági szabályozásáért a Koszovói Köztársaságban. A polgári légiközlekedési tevékenységeket a koszovói légtérben összhangban végzik a helyi jogszabályokkal, az 1944. december 7-én aláírt Chicagói Egyezménnyel és az Egységes Európai Légtér (ECAA) egyezménnyel. 
A rendeleteket és jogszabályokat állandóan felülvizsgálják és fejlesztik annak érdekében, hogy összehangolják a koszovói légiközlekedési jogszabályokat és eljárásokat a nemzetközi követelményekkel, mint például a Nemzetközi Polgári Repülési Szervezet (ICAO) szabványaival és ajánlott gyakorlataival, és különösen az európai uniós aviation acquiszal, amelyért kötelezettséget vállalt Koszovó az Egységes Európai Légtéri Egyezmény aláírásával. 

## Feladatai
A Koszovói Polgári Légiközlekedési Hatóságnak végrehajtási megbízatása van a jogszabályok és  előírásoknak betartatása érdekében.  
Mint polgárirepülés-szabályozó szervezet, a Koszovói Polgári Légiközlekedési Hatóság: 
- Bevezeti  a polgári légiközlekedési jogszabályokat és a Koszovói Köztársaság Infrastrukturális Minisztériuma által elfogadott rendeleteket  a polgári légi közlekedés területén.
- Tanácsokat és javaslatokat ad az Infrastrukturális Minisztériumnak, a kormánynak és a közgyűlésnek a polgári légiközlekedési törvénnyel  és az Egységes Európai Légtér megállapodással összhangban  a  polgári légiközlekedési ágazatra vonatkozó rendeletekről és jogszabályokról, a szabályzatok és a légi navigációs rendeletek bevezetéséről.
- Olyan szakszolgálati Engedélyeket, tanúsítványokat és egyéb engedélyeket ad ki, melyek a hatásköre alá tartoznak.
- A repülőbiztonságot szabályozza a Koszovói Köztársaságban.
- A repülőterek és légiirányítási szolgáltatók gazdasági szabályozása.
- Tanácsot ad az infrastrukturális miniszternek a koszovói légtér használatának fejlesztéspolitikájával kapcsolatban, figyelembe véve a nemzetbiztonsági, gazdasági és környezeti tényezőket és a magas szintű repülésbiztonság szükségességét.
- Felügyeli és biztosítja a hatékony bevezetését a  polgári légiközlekedési jogszabályoknak, szabványoknak, egyéb szabályoknak, eljárásoknak és utasításoknak, kivéve ha a polgári légiközlekedési törvény vagy más elsődleges jogi aktus kifejezetten ezt a funkciót egy másik minisztérium vagy hatóság részére hagyja.
- A nyilvánosságnak elérhetővé teszi a hatóság tevékenységeit és ellátott feladatait.
- Elvégez olyan cselekményeket, vizsgálatokat és ellenőrzéseket, és kiad olyan utasításokat, szabályokat és/vagy eljárásokat, melyeket a hatóság szükségesnek lát annak érdekében, hogy megfelelően és jogszerűen:
  - bevezesse a polgári légiközlekedési törvény alkalmazandó rendelkezéseit; 
  - teljesítse a polgári légiközlekedési törvény által meghatározott feladatait.
- Teljesít minden olyan egyéb polgári repüléshez kapcsolódó funkciót  Koszovóban, amelyet előír a polgári légiközlekedési törvény vagy bármely egyéb elsődleges jogi aktus.

## Története
A Koszovói Polgári Légiközlekedési Hatóság 2003-ban kezdte meg működését Polgári Légiközlekedés Szabályozó Hivatalként (CARO),  az ENSZ felügyelete alatt.  2009-ben, miután Koszovó független állammá vált, a hivatal átalakult egy független Polgári Légiközlekedési Hatósággá.

## Fordítás
- Ez a szócikk részben vagy egészben  a   Civil Aviation Authority of Kosovo című angol Wikipédia-szócikk ezen változatának fordításán alapul.  Az eredeti cikk szerkesztőit annak laptörténete sorolja fel. Ez a jelzés csupán a megfogalmazás eredetét és a szerzői jogokat jelzi, nem szolgál a cikkben szereplő információk forrásmegjelöléseként.